# Doricha
Doricha – rodzaj ptaków z podrodziny kolibrów (Trochilinae) w rodzinie kolibrowatych (Trochilidae).

## Zasięg występowania
Rodzaj obejmuje gatunki występujące od Meksyku do Salwadoru.

## Morfologia
Długość ciała samców 9,5–12,5 cm (włącznie z długim ogonem), samic 8–9 cm; masa ciała 2,3–2,6 g.

## Systematyka

### Etymologia
- Doricha: Doricha (żyjąca w 700 roku p.n.e.), słynna grecka kurtyzana[8].
- Amathusia: w mitologii rzymskiej Amathusia była toponimem bogini Afrodyty[9]. Gatunek typowy: Trochilus enicurus Vieillot, 1818.
- Amalasia (Amalusia): alternatywna nazwa bazująca na Amathusia[10]. Gatunek typowy: Trochilus enicurus Vieillot, 1818.
- Piocercus: gr. πιων piōn, πιονος pionos „obfity, bogaty”; κερκος kerkos „ogon”[11]. Gatunek typowy: Trochilus eliza Lesson & DeLattre, 1839.

### Podział systematyczny
Do rodzaju należą następujące gatunki:
- Doricha enicura (Vieillot, 1818) – koliberek brzytwosterny
- Doricha eliza (Lesson & De Lattre, 1839) – koliberek widłosterny